# Joumu
Joumu är en ö i Finland. Den ligger i Skärgårdshavet och i kommunen Masko i den ekonomiska regionen  Åbo ekonomiska region i landskapet Egentliga Finland, i den sydvästra delen av landet. Ön ligger omkring 19 kilometer väster om Åbo och omkring 170 kilometer väster om Helsingfors.
Öns area är 18,2 hektar och dess största längd är 0,9 kilometer i nord-sydlig riktning. Ön höjer sig omkring 10 meter över havsytan. I omgivningarna runt Joumu växer i huvudsak barrskog.